# Кіренкін Роман Васильович
Роман Кіренкін (біл. Раман Кірэнкін, нар. 2 лютого 1981, Волгоград) — білоруський футболіст, що грав на позиції захисника.
Виступав, зокрема, за клуб «Шахтар» (Солігорськ), а також національну збірну Білорусі.

## Клубна кар'єра
У дорослому футболі дебютував 1998 року виступами за харківський «Металіст-2», наступного року грав за команду «Первомайськ» у змаганнях ААФУ.
2000 року перїхав до Білорусі, ставши гравцем команди клубу «Дніпро» (Могильов), в якій провів три сезони, взявши участь у 63 матчах чемпіонату. 
Згодом з 2003 по 2008 рік грав у складі команд клубів «Динамо» (Мінськ), «Нафтан», «Гомель», «Торпедо» (Жодіно) та «Ляонін Хувін».
У 2009 році перейшов до клубу «Шахтар» (Солігорськ), за який відіграв 4 сезони.  Завершив професійну кар'єру футболіста виступами за команду «Шахтар» (Солігорськ) у 2012 році.

## Виступи за збірну
У 2007 році дебютував в офіційних матчах у складі національної збірної Білорусі. Протягом кар'єри у національній команді, яка тривала 2 роки, провів у формі головної команди країни 5 матчів.

## Титули і досягнення
- Володар Кубка Білорусі (1):

«Динамо» (Мінськ):  2003